# Breithorn central
El Breithorn central, Breithorn Mittelgipfel (en alemán) o Breithorn Centrale (en italiano) es una cima del monte Breithorn. Se encuentra en el grupo del Monte Rosa en los Alpes Peninos. Está colocada a lo largo de la línea fronteriza entre Italia (Valle de Aosta) y Suiza (Cantón del Valais).

## Altura
La altura aparece de manera distinta según la cartografía. La lista oficial de los cuatromiles de los Alpes, publicada por la UIAA en su boletín n.º 145, de marzo de 1994, indica que según la cartografía suiza más reciente, su cota es 4.159 m y la italiana más reciente 4.160 m. En el libro Cuatromiles de los Alpes por rutas normales, Richard Goedeke indica 4.159 m.

## Clasificación SOIUSA
Según la clasificación SOIUSA, el Breithorn central pertenece al grupo Cadena Breithorn-Lyskamm, que tiene el código I/B-9.III-A.1. Forma parte del gran sector de los Alpes del noroeste, sección de los Alpes Peninos, subsección Alpes del Monte Rosa, supergrupo Grupo del Monte Rosa.

## Características

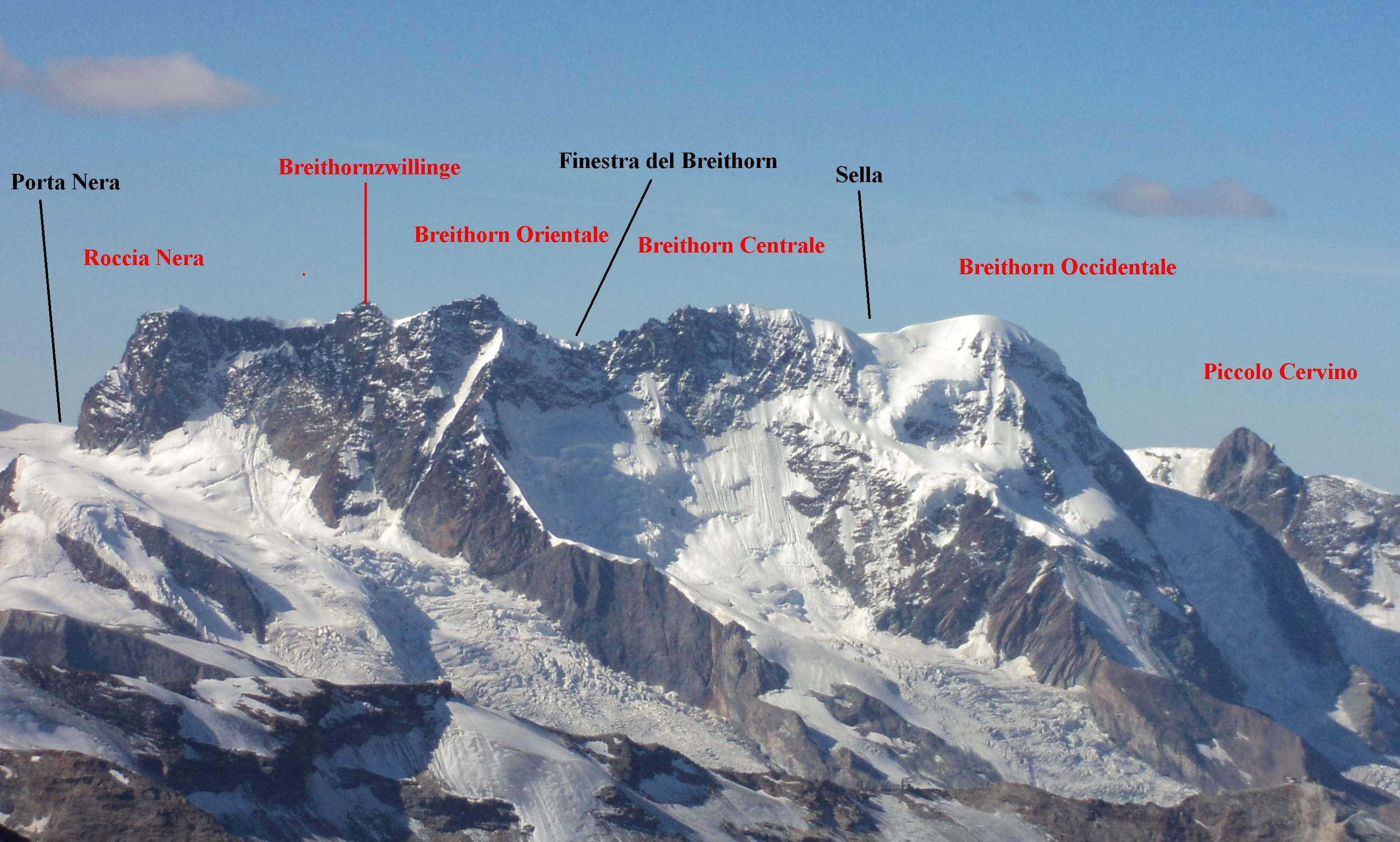
El monte Breithorn con las diversas cimas.

El Breithorn Central se encuentra entre el Breithorn cima oeste y el Breithorn Oriental. La Sella (4.081 m) lo separa del primero y la Finestra del Breithorn (4.014 m) lo separa del segundo.

## Ascenso a la cima
El ascenso a la cima no presenta particulares dificultades alpinísticas. Se puede partir del Pequeño Cervino (donde llega el teleférico de Zermatt) y se recorre parte del gran glaciar de Verra, andando además la senda que sale al Breithorn cima oeste. Al final se llega a la vertiente sur de la veta.
Como alternativa puede hacerse la travesía del Breithorn cima oeste recorriendo el filo de la cresta que une las dos cimas.